# Cratere Thom
Thom  è un cratere sulla superficie di Marte.